# Lajos Szűcs (Fußballspieler, 1943)
Lajos Szűcs (* 10. Dezember 1943 in Apatin, Jugoslawien (damals ungarisch besetzt); † 12. Juli 2020) war ein ungarischer Fußballspieler. Er gehörte der Nationalmannschaft seines Landes an. Bei den Olympischen Sommerspielen 1968 in Mexiko gewann er mit seiner Mannschaft die Goldmedaille, 1972 in München die Silbermedaille. Nach seiner sportlichen Laufbahn betätigte er sich unter anderem als Schauspieler.